# 어비스: 메가 샤크
《어비스: 메가 샤크》(영어: Mega Shark Versus Mecha Shark)는 2014년 공개된 비디오 영화이다. 2014년 1월 28일 DVD와 블루레이 디스크로 출시되었다. 이 영화는 《메가샤크 VS 자이언트 옥토퍼스》와 《메가샤크 VS 크로코사우러스》의 속편이며 《메가샤크》 영화 시리즈의 세 번째 작품이다. 에밀 에드윈 스미스의 감독 데뷔작이며 크리스토퍼 저지와 엘리자베스 룀이 출연한다.

## 줄거리
식인상어 메갈로돈의 공격, 그리고 이에 맞서기 위해 인간이 만들어낸 거대 상어 로봇 메가 샤크 과연 이들 대결의 승자는 누가 되는 것일까?! 이집트 알렉산드리아 항에 거대 상어인 메갈로돈이 나타나 배를 침몰시키고 인간을 공격하자 전 세계는 공포에 빠진다. 미 해군은 거대 상어를 상대하기 위해 거대상어 로봇 메가 샤크를 만들고, 로지와 잭은 이를 조종해 거대 상어와 맞선다. 하지만 메갈로돈은 메가 샤크의 공격에도 꿈쩍하지 않고, 메가 샤크가 발사한 어뢰를 쳐내며 오히려 함선을 침몰시키고 석유 굴착 장치를 파괴한다. 새로운 사실을 알게 된 로지는 즉시 시드니로 향하고, 잭은 메가 샤크를 조종해 메갈로돈을 없애려 하지만 이전의 대결로 인해 프로그램이 손상된 메가 샤크가 인간을 공격하면서 그들은 절체절명의 위험에 빠지게 되는데...

## 출연진
- 크리스토퍼 저지
- 엘리자베스 룀
- 데비 깁슨

## 제작
로스엔젤레스 제작사 디 어사일럼이 2013년 중반에 《샤크 스톰》 개봉을 앞두고 있을 때, 시나리오 작가 호세 프레데스는 메가 샤크가 메카 샤크와 싸워야 하는 메가 샤크 영화를 제작하기 위해 이 회사의 제작자들로부터 연락을 받았다. 2012년 영화 《고스트 오브 컨저링》을 감독했던 프레데스는 이전 두 영화의 팬이 아니었던 프레데스와 "이런 종류의 영화에 첨부된 수수께끼" 때문에 처음에는 망설였다. 《샤크 스톰》이 개봉되어 성공을 거둔 후, 프레데스는 메가 샤크 영화를 쓰는데 동의했다.
프레데스는 윤곽을 제시하는 대신 그 영화의 윤곽을 제시해 달라는 요청을 받았다. 그의 개인적인 목표는 비록 전제가 터무니없더라도 영화가 유기적으로 작동하게 만드는 것이었다. 프레네스는 이 멸종된 메갈로돈의 짝짓기와 먹이 습관에 대해 연구하여 그가 각본을 쓰는 데 도움을 주었다. 제작자들이 그에게 준 초기 노트 중 하나는 그가 영화 초반에 스핑크스를 파괴하는 메가 샤크의 장면을 포함한다는 것이었다. 프레데스는 그들의 주장대로 이 아이디어를 통합했지만, 대신 메가 샤크가 스핑크스를 치기 위해 알렉산드리아 항구에서 예인선을 두들겨내도록 수정했다.
프레데스는 4일 만에 그 영화의 각본 초고를 썼다. 비록 디 어사일럼이 저예산 "목버스터"로 유명하지만, 이 회사는 대본에 큰 중요성을 두고 있다. 프레데스는 제작자들이 그에게 준 많은 노트들 때문에 두 달 동안 총 9개의 각본을 만들었다.
영화 촬영이 막 시작되려고 할 때, 프레데스는 에밀 스미스 감독에게 대본에 융통성을 가지라고 조언했다. 영화의 상영 시간을 늘리기 위해 추가 장면들이 촬영되었다. 프레데스에 따르면, 주요 사진 촬영은 15일 동안 지속되었고, 재촬영을 위해 이틀이 더 지속되었다. 영화에서 잘라낸 프레데스의 아이디어 중 많은 것들이 결국 그의 책 샤르카노에 포함되었다.

## 발매
《어비스: 메가 샤크》의 예고편이 2013년 12월 6일 유튜브를 통해 디 어사일럼에 의해 공개되었다. 이 영화는 2014년 1월 28일 블루레이로 개봉되었다. 블루레이는 에밀 스미스 감독, 작가 호세 프레데스, 배우 크리스토퍼 저지의 오디오 해설, 6분짜리 "메이킹 오브" 특집, 개그 릴, 그리고 디 어사일럼의 다른 영화 시사회를 포함한다.

### 비판적 반응
《드레드 센트럴》은 영화에 다섯 개의 칼 중 두 개를 주면서 "그것은 내가 《어비스: 메가 샤크》라고 불리는 영화를 볼 수 있다는 망명이 지난 몇 년 동안 생겨난 얼간이의 수준에 대한 증거임에 틀림없다"고 말했다. 메카 샤크는 그저 몸짓만 하는 것이라는 통념 때문에 낙담했다.